# Лебедев, Евгений Алексеевич
Евге́ний Алексе́евич Ле́бедев (2 (15) января 1917, Балаково — 9 июня 1997, Санкт-Петербург, Россия) — советский российский актёр театра и кино, педагог. Герой Социалистического Труда (1987), народный артист СССР (1968), лауреат Ленинской премии (1986), Сталинской премии первой степени (1950), Государственной премии СССР (1968) и Государственной премии РСФСР им. братьев Васильевых (1980).

## Биография
Евгений Лебедев родился 2 (15) января 1917 года в Балаково (ныне — в Саратовской области), в семье диакона Иоанно-Богословской церкви Алексия Михайловича Лебедева и его жены Зинаиды Ивановны, и в дальнейшем был вынужден скрывать своё происхождение.
В середине 1920-х годов Лебедевы были вынуждены покинуть родное Балаково и пытались устроиться в других местах Саратовской области.
С 1927 года Евгений воспитывался у деда в Самаре, учился в средней школе № 13 имени В. Чапаева, затем в ФЗУ при заводе «Кинап», участвовал в заводской художественной самодеятельности. В 1932 году поступил в ТРАМ в Самаре.
Кто-то донёс в милицию, что в театре работает поповский сын, ему грозила ссылка в трудовой лагерь. Поэтому, в 1934 году «поповскому сыну» пришлось покинуть Самару. Поселился в Москве, работал в театральной студии при Театре Красной армии, учился у А. М. Петрова. С родителями Лебедеву приходилось встречаться тайно. По отцовскому совету Евгений выдавал себя в Москве за круглого сироту, который лишился родителей в 1921 году.
В 1934 году — одновременно с актёрской учёбой — работал разнорабочим на Московском маслобойном заводе. Затем в 1935—1936 гг. — разнорабочий на стройке, в 1936—1937 гг. — вальцовщик на кондитерской фабрике «Красный Октябрь».
В 1936—1937 годах учился в Государственном институте театрального искусства имени А. В. Луначарского (ныне — Российский институт театрального искусства — ГИТИС), с 1937 года — на курсе В. В. Готовцева в театральном училище при Камерном театре (после объединения с другими театральными школами в 1938 году — Московское городское театральное училище при Театре Революции), которое окончил в 1940 году.
Последняя встреча с отцом состоялась незадолго до его ареста. В те времена он стал не просто «поповским сыном», а сыном «врага народа»: в сентябре 1937 года его отец был репрессирован, годом позже арестовали и расстреляли мать. Лебедев теперь реально осиротел и остался с маленькой сестрёнкой Ниной. Чтобы обоим выжить, ему пришлось пристроить свою сестру в детский дом, сказав, что эту девочку он подобрал на улице. Много лет спустя Евгений Алексеевич разыскал свою сестру.

### В Тбилиси
С 1940 года служил в Тбилисском русском театре юного зрителя имени Л. М. Кагановича (ныне Центральный детский театр имени Н. Думбадзе), где через несколько лет стал ведущим актёром. Уже в первые годы раскрылась разносторонность его дарования: на сцене ТЮЗа играл Павла Корчагина и Сергея Тюленина, героев Д. Фонвизина и А. Островского, и даже Бабу-Ягу в сказке Е. Черняк «Василиса Прекрасная». В Тбилиси познакомился с Г. А. Товстоноговым, у матери которого снимал комнату и с которым будет связана вся дальнейшая его творческая судьба.
В годы Великой Отечественной войны вместе с группой артистов театра выступал с концертами в воинских подразделениях и госпиталях, за что был награждён медалями «За оборону Кавказа» (1945) и «За доблестный труд в Великой Отечественной войне» (1946).
В 1942—1943 годах преподавал актёрское мастерство в Грузинском театральном институте, в классе Г. А. Товстоногова.

### В Ленинграде
В 1949 году по личным обстоятельствам покинул Тбилиси и в поисках работы приехал в Москву. Недолгое время служил в Театре промкооперации. На актёрской бирже встретил Г. А. Товстоногова, который только что был назначен главным режиссёром Ленинградского театра имени Ленинского комсомола (ныне Балтийский дом) и который пригласил его в свой новый театр. На этой сцене актёр дебютировал в роли Сани Григорьева в спектакле по роману В. Каверина «Два капитана»; за вторую свою работу — роль Сталина в пьесе «Из искры…» Ш. Н. Дадиани — вместе с режиссёром-постановщиком Г. А. Товстоноговым был в 1950 году удостоен Сталинской премии I-й степени. В 1950 году женился на знакомой ещё по Грузии сестре режиссёра Г. А. Товстоногова — Нателе (Натэлле) Александровне Товстоноговой. Семье дали квартиру рядом с квартирой Георгия Александровича, и вскоре в стене была прорублена общая межквартирная дверь.
В 1956 году вместе с Г. А. Товстоноговым перешёл в Большой драматический театр им. М. Горького (с 1992 — имени Г. А. Товстоногова), в котором прослужил до конца жизни. Среди лучших ролей — Рогожин в легендарном товстоноговском «Идиоте» по Ф. М. Достоевскому, Монахов в «Варварах» и Бессемёнов в «Мещанах» А. М. Горького, гротескная роль Артуро Уи в спектакле по пьесе Б. Брехта «Карьера Артуро Уи», Холстомер в «Истории лошади» по Л. Н. Толстому. «Он был, — пишет Н. Старосельская, — не просто артистом Товстоногова, но его близким человеком, одноприродным, в каком-то смысле необходимым и, может быть, порой единственным выразителем чёткой, сконцентрированной режиссёрской мысли, пропущенной через открытую эмоцию, через театральную зрелищность».
Много снимался в кино. Дебютировал в 1952 году в небольшой роли Кощея Бессмертного в фильме Г. Л. Рошаля «Римский-Корсаков». В 1955 году сыграл Ромашова в первой экранизации романа В. Каверина «Два капитана». За исполнение роли Королёва в фильме «Блокада» был удостоен в 1980 году Государственной премии РСФСР имени братьев Васильевых

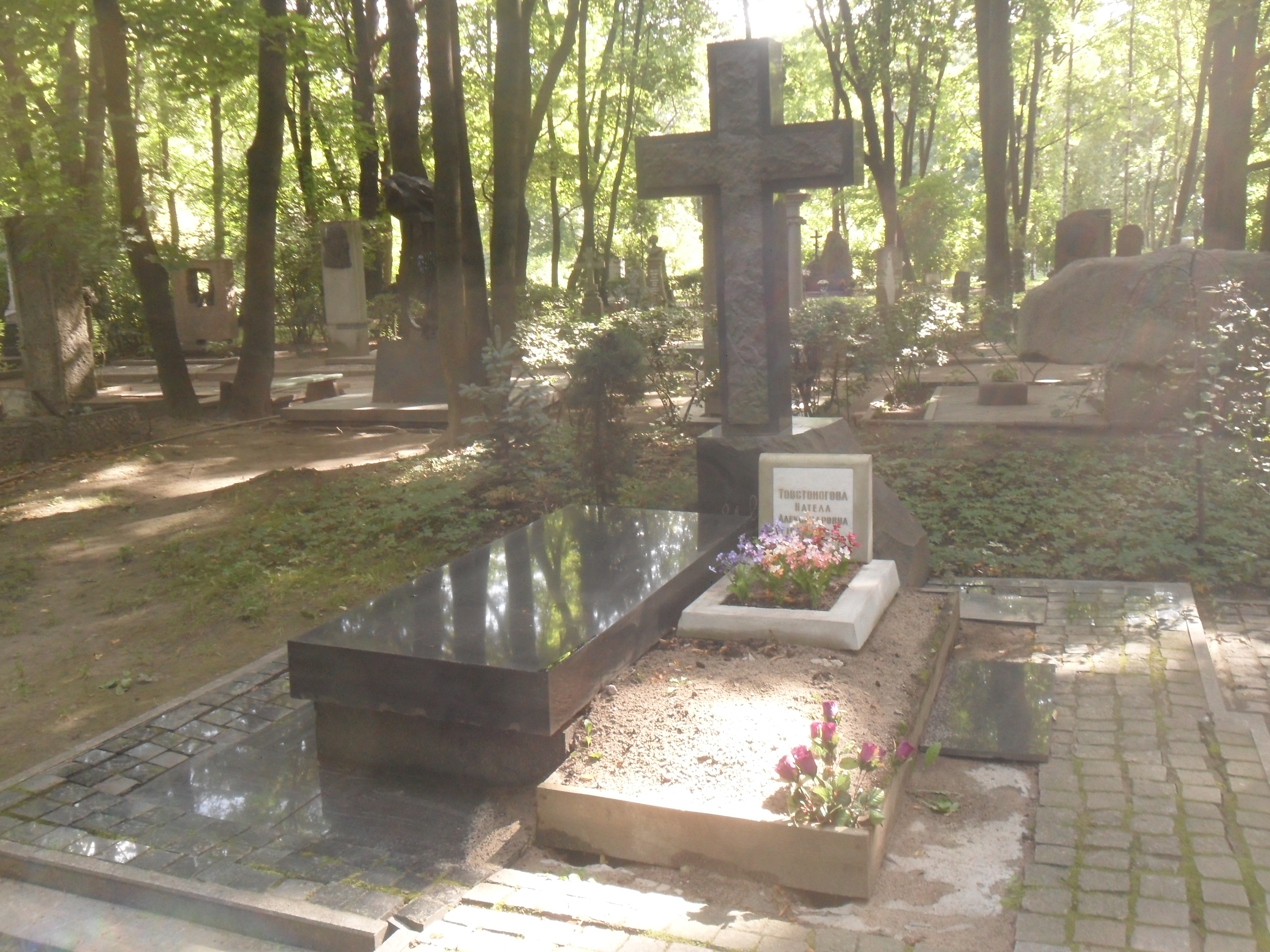
Могила Евгения Лебедева и Нателы Товстоноговой на Литераторских мостках в Санкт-Петербурге.

В 1958—1966 и 1973—1974 годах преподавал актёрское мастерство в Ленинградском театральном институте им. А. Н. Островского (с 1962 года — Ленинградский государственный институт театра, музыки и кинематографии, ныне — Российский государственный институт сценических искусств), с 1958 года — доцент.
Евгений Лебедев обладал также литературным даром. Он оставил после себя автобиографические рассказы, дневники, эссе, письма и заметки.
Лебедев был физически крепким человеком, но перенёс инсульт с потерей речи. Ему удалось восстановиться и вернуться к жизни, практически заново научившись говорить и двигаться. В январе 1997 года актёр с размахом отмечал свой 80-летний юбилей. Бенефис артиста прошёл с аншлагом.
Умер актёр 9 июня 1997 года в Санкт-Петербурге, на 81-м году жизни. Похоронен на Литераторских мостках Волковского кладбища.

### Семья
- 1-й брак: Наталья Петрова, актриса,
  - дочь — Ирина Евгеньевна Лебедева (род. 1939);
- 2-й брак: Натела Александровна Товстоногова (1926—2013), сестра Г. А. Товстоногова,
  - сын — Алексей Евгеньевич Лебедев (род. 1952), кинорежиссёр.

## Творчество

### Роли в театре

#### Тбилисский русский театр юного зрителя им. Л. М. Кагановича
- 1940 — «В стороне», постановка Н. Я. Маршака — Виктор
- 1941 — «Патара Кахи», постановка Н. Я. Маршака — царь Теймураз
- 1941 — «Белеет парус одинокий» по В. П. Катаеву, постановка Г. А. Товстоногова — Хозяин тира
- 1941 — «Том Сойер» по М. Твену, постановка Н. Я. Маршака — Гек
- 1941 — «Василиса Прекрасная» Е. П. Черняк, постановка А. О. Гинзбурга — Баба-Яга
- 1941 — «Бедность не порок» А. Н. Островского, постановка Н. Я. Маршака — Митя
- 1941 — «Финист — ясный сокол» по Н. Я. Шестакову, постановка Н. Я. Маршака — Солдат
- 1942 — «Конёк-Горбунок» по П. П. Ершову, постановка Д. А. Алексидзе — Иванушка
- 1942 — «Шёл солдат с фронта» по В. П. Катаеву, постановка Н. Я. Маршака — Микола Ивасенко
- 1942 — «Снежная королева» по Х. К. Андерсену, постановка Н. Я. Маршака — Сказочник
- 1942 — «Секретарь райкома» И. О. Прута, постановка А. Гвинеева — Кочет
- 1943 — «Дом на холме», постановка А. Гвинеева — Борис
- 1943 — «Золотой ключик» по А. Н. Толстому, постановка Н. Я. Маршака — Пудель Артемон
- 1944 — «Князь Мстислав Удалой» И. О. Прута, постановка А. Гвинеева — Суслов
- 1944 — «Кот в сапогах» по Ш. Перро, постановка А. Гвинеева — Жан
- 1944 — «Не всё коту масленица» А. Н. Островского, постановка А. Гвинеева — Ипполит
- 1944 — «Коварство и любовь» Ф. Шиллера, постановка Н. Я. Маршака — Миллер
- 1944 — «Свои люди — сочтёмся» А. Н. Островского, постановка А. Гвинеева — Подхалюзин
- 1945 — «Три товарища», постановка Н. Я. Маршака — Марк
- 1946 — «Недоросль» Д. И. Фонвизина, постановка А. Гвинеева — Митрофанушка
- 1946 — «Побег», постановка Н. Я. Маршака — Саша
- 1946 — «Разбойники» Ф. Шиллера, постановка Н. Я. Маршака — Роллер
- 1946 — «Слуга двух господ» К. Гольдони, постановка А. Аборяна — Труффальдино
- 1946 — «Встреча в темноте», постановка А. Аборяна — Вяткин
- 1946 — «Забавный случай» К. Гольдони, постановка Е. А. Лебедева — поручик Де-ля-Котри
- 1946 — «Молодая гвардия» по А. А. Фадееву, постановка Н. Я. Маршака — Сергей Тюленин
- 1947 — «Как закалялась сталь» по Н. А. Островскому, постановка Н. Я. Маршака — Павел Корчагин
- 1947 — «Тайна острова Блютенбаль», постановка Н. Я. Маршака — Нильсон, Герман
- 1948 — «Снежок» В. А. Любимовой, постановка Н. Я. Маршака — Бляйк
- 1948 — «Хижина дяди Тома» по Г. Бичер-Стоу, постановка Н. Я. Маршака — Вильсон
- 1948 — «Сказки», постановка Н. Я. Маршака — Иванушка

#### Ленинградский театр им. Ленинского комсомола
- 1949 — «Два капитана» В. А. Каверину и З. Юдкевича. Пстановка М. В. Чежегова и З. Юдкевича — Саня Григорьев
- 1949 — «Из искры…» Ш. Н. Дадиани; режиссёр Г. А. Товстоногов — Сталин
- 1950 — «Студенты» В. А. Лифшица; режиссёр Г. А. Товстоногов — Саватеев
- 1951 — «Гроза» А. Н. Островского; режиссёр Г. А. Товстоногов — Тихон
- 1951 — «Аленький цветочек» С. Т. Аксакова. Постановка С. И. Туманова — Баба-Яга
- 1951 — «Свои люди — сочтёмся» А. Н. Островского. Постановка Е. А. Лебедева — Подхалюзин
- 1952 — «Гибель эскадры» А. Е. Корнейчука. Режиссёр Г. А. Товстоногов — балтиец
- 1953 — «Степная быль» Е. М. Помещикова и Н. В. Рожкова. Режиссёр Г. А. Товстоногов — Иван Егоров
- 1954 — «На улице Счастливой» Ю. Я. Принцева; режиссёр Г. А. Товстоногов — Степан Барабаш
- 1954 — «Поезд можно остановить» Ю. Маккола. Режиссёр Г. А. Товстоногов — Георг Меринг
- 1954 — «Таланты и поклонники» А. Н. Островского. Постановка Ю. Киселёва — Мелузов
- 1956 — «Униженные и оскорблённые» по Ф. М. Достоевскому; постановка Г. А. Товстоногова и И. С. Ольшвангера — Ихменев

#### Большой драматический театр имени М. Горького
- 1956 — «Безымянная звезда» М. Себастьяна. Режиссёр Г. А. Товстоногов — мадемуазель Куку
- 1957 — «Метелица» В. Ф. Пановой. Режиссёр М. В. Сулимов — Балютин
- 1957 — «Достигаев и другие» А. М. Горького. Режиссёр Н. С. Рашевская (возобновление) — Алексей Матвеевич Губин
- 1957 — «Идиот» по роману Ф. М. Достоевского. Режиссёр Г. А. Товстоногов — Рогожин
- 1958 — «Кремлёвские куранты» Н. Ф. Погодина; постановка В. Я. Софронова и И. П. Владимирова — Скептик (ввод)
- 1958 — «Дали неоглядные» Н. Е. Вирты. Постановка И. П. Владимирова и Р. А. Сироты — Стёпкин
- 1959 — «Трасса» И. М. Дворецкого. Режиссёр Г. А. Товстоногов — Патлай
- 1959 — «Варвары» М. Горького. Режиссёр Г. А. Товстоногов — Монахов
- 1960 — «Неравный бой» В. С. Розова. Режиссёр 3. Я. Корогодский — Григорий Степанович
- 1960 — «Гибель эскадры» А. Е. Корнейчука. Режиссёр Г. А. Товстоногов — боцман Кобза
- 1961 — «Океан» А. П. Штейна. Режиссёр Г. А. Товстоногов — Миничев
- 1961 — «Моя старшая сестра» А. М. Володина. Режиссёр Г. А. Товстоногов — Ухов
- 1962 — «Божественная комедия» И. В. Штока. Постановка Г. А. Товстоногова — Ангел Д
- 1962 — «Горе от ума» А. С. Грибоедова. Постановка Г. А. Товстоногова — Загорецкий
- 1963 — «Карьера Артуро Уи» Б. Брехта. Режиссёр Э. Аксер — Артуро Уи
- 1963 — «Палата» С. И. Алёшина. Постановка Г. А. Товстоногова и Е. А. Лебедева — главная роль
- 1964 — «Поднятая целина» по М. А. Шолохову. Постановка Г. А. Товстоногова — дед Щукарь
- 1965 — «Римская комедия» Л. Г. Зорина. Постановка Г. А. Товстоногова — Домициан
- 1966 — «Идиот» по роману Ф. М. Достоевского. Режиссёр Г. А. Товстоногов — Рогожин
- 1966 — «Мещане» М. Горького. Режиссёр Г. А. Товстоногов — Бессемёнов
- 1969 — «Правду! Ничего, кроме правды!» Д. Аля. Режиссёр Г. А. Товстоногов — Авраам Линкольн
- 1969 — «Генрих IV» У. Шекспира. Постановка и оформление Г. А. Товстоногова — Фальстаф
- 1969 — «Два театра» Е. Шанявского. Режиссёр Э. Аксер — Старик
- 1971 — «Тоот, другие и майор» И. Эркеня. Постановка Г. А. Товстоногова — Тоот
- 1973 — «Общественное мнение» A. Баранги. Постановка Г. А. Товстоногова — Кристиною
- 1974 — «Энергичные люди» В. М. Шукшина. Режиссёр Г. А. Товстоногов — Аристарх Петрович Кузькин
- 1975 — «История лошади» по рассказу Л. Н. Толстого. Режиссёр Г. А. Товстоногов — Холстомер
- 1976 — «Дачники» А. М. Горького. Постановка Г. А. Товстоногова — Двоеточие
- 1980 — «Перечитывая заново» по пьесам А. Е. Корнейчука, Н. Ф. Погодина, М. Шатрова, В. Т. Логинова. Постановка Г. А. Товстоногова — Шадрин
- 1980 — «Игра в карты» Д. Л. Кобурна. Постановка Г. А. Товстоногова — Уэллер Мартин
- 1981 — «Оптимистическая трагедия» Вс. В. Вишневского. Постановка Г. А. Товстоногова — Вожак
- 1982 — «Дядя Ваня» А. П. Чехова. Режиссёр Г. А. Товстоногов — профессор Серебряков
- 1985 — «На всякого мудреца довольно простоты» А. Н. Островского. Постановка Г. А. Товстоногова — Крутицкий
- 1986 — «Иван» А. Кудрявцева. Постановка Г. А. Товстоногова — Иван
- 1987 — «На дне» А. М. Горького. Постановка Г. А. Товстоногова — Лука
- 1993 — «Вишнёвый сад» А. П. Чехова. Постановка А. Я. Шапиро — Фирс
- 1996 — «Фома», по повести «Село Степанчиково и его обитатели» Ф. М. Достоевского — Фома Опискин

#### Малый драматический театр — Театр Европы
- 1992 — «Любовь под вязами» Ю. О’Нила. Постановка Л. А. Додина — Эфраим Кэббот
- 1994 — «Вишнёвый сад» А. П. Чехова. Постановка Л. А. Додина — Фирс
- 1994 — «Роберто Зукко» Б.-М. Кольтеса. Постановка Л. Паскуаля — Пожилой господин

### Работы на телевидении
- 1959 — «Достигаев и другие» (телеспектакль), по М. Горькому; постановка Н. С. Рашевской — Алексей Матвеевич Губин
- 1968 — «Записки сумасшедшего» (телеспектакль), по Н. В. Гоголю; постановка А. А. Белинского — Поприщин
- 1969 — «Правду! Ничего, кроме правды!» (телеспектакль); постановка Г. А. Товстоногова — Авраам Линкольн
- 1969 — «Смерть Вазир-Мухтара» (телеспектакль), по одноимённому роману Ю. Н. Тынянова; постановка Р. А. Сироты и В. Э. Рецептера — граф Паскевич
- 1971 — «Мещане» (телеспектакль); постановка Г. А. Товстоногова — Василий Васильевич Бессемёнов
- 1973 — «А. П. Чехов. Сценки» (телеспектакль); постановка Г. А. Товстоногова — главная роль
- 1986 — «БДТ тридцать лет спустя» (телеспектакль) — Холстомер. Крутицкий
- 1986 — «Дядя Ваня. Сцены из деревенской жизни» (телеспектакль); постановка Г. А. Товстоногова — Александр Владимирович Серебряков
- 1989 — «История лошади» (телеспектакль); постановка Г. А. Товстоногова — Холстомер
- 1989 — «Энергичные люди» (телеспектакль); постановка Г. А. Товстоногова — Аристарх Петрович Кузькин
- 1996 — «Театр ЧехонТВ. Картинки из недавнего прошлого» (телеспектакль); постановка И. Ф. Масленникова — Семён Алексеич Нянин

### Фильмография
| Год  |     | Название                                  | Роль                                   |
| ---- | --- | ----------------------------------------- | -------------------------------------- |
| 1952 | ф   | Римский-Корсаков                          | Кащей Бессмертный (в титрах не указан) |
| 1955 | ф   | Два капитана                              | Михаил Васильевич Ромашов              |
| 1955 | ф   | Неоконченная повесть                      | Фёдор Иванович                         |
| 1956 | ф   | Таланты и поклонники                      | Григорий Антоныч Бакин                 |
| 1957 | ф   | Шторм                                     | комиссар Лащилин; солдат Гудков        |
| 1961 | ф   | Поднятая целина                           | Агафон Дубцов (нет в титрах)           |
| 1961 | ф   | Василий Докучаев                          | Егор                                   |
| 1961 | ф   | Иду к вам                                 | Имя персонажа не указано               |
| 1961 | ф   | Раздумья                                  | мастер цеха                            |
| 1962 | ф   | Серый волк                                | Пантелей                               |
| 1964 | ф   | Поезд милосердия                          | Супругов                               |
| 1965 | ф   | Иду на грозу                              | Яков Иванович Агатов                   |
| 1965 | ф   | На одной планете                          | Яков Николаевич Спиридонов             |
| 1965 | ф   | Последний месяц осени                     | отец                                   |
| 1966 | ф   | Каменный гость                            | Лепорелло                              |
| 1967 | ф   | В огне брода нет                          | белогвардейский полковник              |
| 1967 | ф   | Происшествие, которого никто не заметил   | Яков Алексеевич                        |
| 1967 | ф   | Прямая линия                              | Неслёзкин                              |
| 1967 | ф   | Свадьба в Малиновке                       | Нечипор                                |
| 1967 | кор | Суд                                       | Кузьма Егоров                          |
| 1968 | тф  | Полчаса на чудеса                         | дядя Варфоломей, дворник               |
| 1969 | ф   | Адам и Хева                               | Хамадар                                |
| 1969 | ф   | Преступление и наказание                  | Мармеладов                             |
| 1969 | ф   | Странные люди (новелла «Роковой выстрел») | Бронька Пупков                         |
| 1969 | ф   | Сюжет для небольшого рассказа             | Павел Егорович Чехов                   |
| 1970 | ф   | В лазоревой степи (новелла «Червоточина») | Яков Алексеевич                        |
| 1970 | ф   | И был вечер, и было утро…                 | адмирал                                |
| 1970 | ф   | Начало                                    | епископ Пьер Кошон                     |
| 1970 | ф   | Приключения жёлтого чемоданчика           | доктор                                 |
| 1972 | ф   | Иванов катер                              | Игнат Григорьевич                      |
| 1973 | ф   | Заячий заповедник                         | директор заповедника                   |
| 1973 | ф   | Исполнение желаний                        | Сергей Иванович Бауэр                  |
| 1973 | ф   | Ринг                                      | Виталий Иванович Островидов            |
| 1973 | ф   | Таланты и поклонники                      | Мартын Прокофьич Нароков               |
| 1974 | ф   | Последний день зимы                       | Коротких                               |

| Год  |     | Название                                        | Роль                               |
| ---- | --- | ----------------------------------------------- | ---------------------------------- |
| 1974 | тф  | Северный вариант                                | Антон Васильевич Шинкарёв          |
| 1974 | ф   | Блокада                                         | Иван Максимович Королёв            |
| 1976 | ф   | Воскресная ночь                                 | Веренич                            |
| 1976 | ф   | Отпуск, который не состоялся                    | Михаил Иванович                    |
| 1976 | ф   | Театр неизвестного актёра                       | Богодух-Мирский                    |
| 1976 | ф   | Маринка, Янка и тайны королевского замка        | король Дуримонт, король Обалдин    |
| 1976 | ф   | Время выбрало нас                               | Мефодий Кузьмич                    |
| 1977 | тф  | Фантазии Веснухина                              | клоун                              |
| 1977 | ф   | Есть идея!                                      | Иван Петрович Кулибин              |
| 1977 | мтф | Личное счастье                                  | Аркадий Матвеевич Радун            |
| 1977 | мтф | Первые радости                                  | Мешков                             |
| 1978 | ф   | Кентавры                                        | генерал Пин                        |
| 1978 | ф   | Комиссия по расследованию                       | Павел Алексеевич Долинин           |
| 1978 | ф   | Срочный вызов                                   | Терентий Петрович Жуков            |
| 1979 | ф   | Допрос                                          | сокамерник Абиева                  |
| 1979 | мтф | Необыкновенное лето                             | Мешков                             |
| 1979 | ф   | Жизнь прекрасна                                 | Ростао, начальник тюрьмы           |
| 1980 | ф   | Эскадрон гусар летучих                          | Кутузов                            |
| 1980 | ф   | Лирический марш                                 | Шпалов                             |
| 1981 | мтф | Синдикат-2                                      | Борис Савинков                     |
| 1981 | ф   | На Гранатовых островах                          | Астахов                            |
| 1981 | кор | Ночной блокнот                                  | владелец мебели                    |
| 1983 | мтф | Раннее, раннее утро                             | шарманщик                          |
| 1983 | ф   | Я готов принять вызов                           | исправник                          |
| 1984 | ф   | Прелюдия судьбы                                 | Коробейченко                       |
| 1985 | ф   | Прощание славянки                               | Семён Протасович                   |
| 1987 | ф   | Чехарда                                         | Виктор Макарович Караваев          |
| 1987 | ф   | Петроградские гавроши                           | «Котофей»                          |
| 1992 | ф   | Билет в красный театр, или Смерть гробокопателя | Семён Семёнович Брязгунов          |
| 1992 | ф   | Лавка «Рубинчик» и…                             | Исаак Рубинчик                     |
| 1992 | ф   | Сам я — Вятский уроженец                        | Леонтий Диляров                    |
| 1993 | ф   | Завтрак с видом на Эльбрус                      | эпизод                             |
| 1993 | ф   | Сикимоку                                        | Ксения Ивановна Некрасова, старуха |
| 1993 | ф   | Танго на Дворцовой площади                      | сосед                              |
| 1994 | ф   | На кого Бог пошлёт                              | отец Хлюздина                      |

### Озвучивание
| Год  |    | Название              | Роль                                          |
| ---- | -- | --------------------- | --------------------------------------------- |
| 1966 | мф | Лестница в небо       | Пятрас Индрюнас, роль В. Бледиса              |
| 1977 | мф | Обмен                 | доктор Игнас Диджюлис, роль Л. Л. Оболенского |
| 1980 | мф | Дедушка Мазай и зайцы | читает текст                                  |

### Участие в фильмах
- 1976 — Евгений Алексеевич Лебедев (документальный)
- 1977 — Лебедев крупным планом (документальный)
- 1988 — Жить, думать, чувствовать, любить… (документальный)
- 1997 — Павел Панков (из цикла телепрограмм канала ОРТ «Чтобы помнили») (документальный)

### Архивные кадры
- 2007 — Евгений Лебедев. Неистовый лицедей (документальный)

## Звания и награды
- Герой Социалистического Труда (1987)
- Заслуженный артист РСФСР (1953)
- Народный артист РСФСР (1962)
- Народный артист СССР (1968)
- Ленинская премия (1986) — за театральные работы последних лет
- Сталинская премия первой степени (1950) — за исполнение роли И. В. Сталина в спектакле «Из искры…» Ш. Н. Дадиани
- Государственная премия СССР (1968) — за исполнение роли Василия Васильевича Бессемёнова в спектакле «Мещане» М. Горького в БДТ им. М. Горького
- Государственная премия РСФСР имени братьев Васильевых (1980) — за исполнение роли Королёва в фильме «Блокада» (1973, 1977)[5]
- Два ордена Ленина (1971, 1987)
- Орден Трудового Красного Знамени (1977)
- Орден «За заслуги перед Отечеством» III степени (1997) — за большой вклад в развитие театрального искусства[14]
- Медаль «За оборону Кавказа» (1945)
- Медаль «За доблестный труд в Великой Отечественной войне 1941—1945 гг.» (1946)
- Медаль «В память 250-летия Ленинграда» (1957)
- Медаль «Ветеран труда» (1984)
- Нагрудный знак «За заслуги перед польской культурой» (1979)
- Премия КГБ СССР в области литературы и искусства I степени (1984, за участие в фильме «Синдикат-2», роль террориста Б. Савинкова)
- Премия мэра Санкт-Петербурга А. А. Собчака «За выдающиеся заслуги в развитии культуры» (1994)
- Кинофестиваль в Мар-дель-Плата (Приз за лучшую мужскую роль, 1966, Аргентина, фильм «Последний месяц осени»)
- Телевизионный фестиваль в Монте-Карло (Приз «Золотая нимфа», 1977, за участие в фильме «Блокада»)[5]
- Высшая театральная премия Санкт-Петербурга «Золотой софит» — специальная премия «За творческое долголетие и уникальный вклад в театральную культуру» (1996)[5].
- Почётный гражданин Балаково (1987)[6]
- Почётный гражданин Тбилиси (1992)[6]
- Почётный гражданин Санкт-Петербурга (1996)[5].

## Память
- В честь актёра назван театр в Балаково — Балаковский драматический театр имени Е. А. Лебедева[15], также в 2001 году перед театром поставлен памятник в виде бронзового бюста[16].
- Почётный гражданин г. Балаково (1987)[9].
- Почётный гражданин г. Санкт-Петербург (1996)[17].
- На доме в Санкт-Петербурге, где в 1964—1997 годах жил актёр (Петровская наб., д. 4), открыта мемориальная доска.
- В память актёра учреждёна именная театральная премия — Премия имени народного артиста СССР Евгения Лебедева[18][19].
- В 1999 году в честь Е. А. Лебедева назван астероид (5675) Евгенилебедев, открытый в 1986 году советским астрономом Л. И. Черных.

## Сочинения
- Лебедев Е. Испытание памятью. — Л., 1989.